# 59년

## 연호
- 후한(後漢) 영평(永平) 2년

## 기년
- 후한(後漢) 명제(明帝) 2년
- 신라(新羅) 탈해 이사금(脫解泥師今) 4년
- 고구려(高句麗) 태조대왕(太祖大王) 8년
- 백제(百濟) 다루왕(多婁王) 33년